# Lijst van voetbalinterlands Nigeria - Soedan
Deze lijst van voetbalinterlands is een overzicht van alle officiële voetbalwedstrijden tussen de nationale teams van Nigeria en Soedan. De landen hebben tot op heden zestien keer tegen elkaar gespeeld. De eerste ontmoeting, een groepswedstrijd tijdens de Afrika Cup 1963, vond plaats op 28 november 1963 in Kumasi (Ghana). Het laatste duel, een groepswedstrijd tijdens het African Championship of Nations 2024, vond plaats in Zanzibar (Tanzania) op 12 augustus 2025.

## Wedstrijden
| №  | Plaats        | Datum             | Competitie                           | Wedstrijd        | Uitslag |
| -- | ------------- | ----------------- | ------------------------------------ | ---------------- | ------- |
| 1  | Kumasi        | 28 november 1963  | Afrika Cup 1963                      | Soedan − Nigeria | 4 − 0   |
| 2  | Lagos         | 13 september 1969 | WK 1970 kwalificatie                 | Nigeria − Soedan | 2 − 2   |
| 3  | Khartoem      | 3 oktober 1969    | WK 1970 kwalificatie                 | Soedan − Nigeria | 3 − 3   |
| 4  | Khartoem      | 13 april 1973     | Afrika Cup 1974 kwalificatie         | Soedan − Nigeria | 1 − 1   |
| 5  | Lagos         | 27 april 1973     | Afrika Cup 1974 kwalificatie         | Nigeria − Soedan | 2 − 1   |
| 6  | Dire Dawa     | 4 maart 1976      | Afrika Cup 1976                      | Nigeria − Soedan | 1 − 0   |
| 7  | Khartoem      | 15 augustus 1992  | Afrika Cup 1994 kwalificatie         | Soedan − Nigeria | 0 − 0   |
| 8  | Lagos         | 25 april 1993     | Afrika Cup 1994 kwalificatie         | Nigeria − Soedan | 4 − 0   |
| 9  | Port Harcourt | 27 januari 2001   | WK 2002 kwalificatie                 | Nigeria − Soedan | 3 − 0   |
| 10 | Omdurman      | 1 juli 2001       | WK 2002 kwalificatie                 | Soedan − Nigeria | 0 − 4   |
| 11 | Estepona      | 9 januari 2008    | Vriendschappelijk                    | Nigeria − Soedan | 2 − 0   |
| 12 | Khartoem      | 11 oktober 2014   | Afrika Cup 2015 kwalificatie         | Soedan − Nigeria | 1 − 0   |
| 13 | Abuja         | 15 oktober 2014   | Afrika Cup 2015 kwalificatie         | Nigeria − Soedan | 3 − 1   |
| 14 | Marrakesh     | 31 januari 2018   | African Championship of Nations 2018 | Soedan − Nigeria | 0 − 1   |
| 15 | Garoua        | 15 januari 2022   | Afrika Cup 2021                      | Nigeria − Soedan | 3 − 1   |
| 16 | Zanzibar      | 12 augustus 2025  | African Championship of Nations 2024 | Soedan − Nigeria | 4 − 0   |

## Samenvatting
| Competitie                      | Totaal gespeeld | Winst Nigeria | Gelijk | Winst Soedan | Doelsaldo Nigeria – Soedan |
| ------------------------------- | --------------- | ------------- | ------ | ------------ | -------------------------- |
| WK-kwalificatie                 | 4               | 2             | 2      | 0            | 12 − 5                     |
| Afrika Cup                      | 3               | 2             | 0      | 1            | 4 − 5                      |
| Afrika Cup-kwalificatie         | 6               | 3             | 2      | 1            | 10 − 4                     |
| African Championship of Nations | 2               | 1             | 0      | 1            | 1 − 4                      |
| Vriendschappelijk               | 1               | 1             | 0      | 0            | 2 − 0                      |
| Totaal                          | 16              | 9             | 4      | 3            | 29 − 18                    |

## Details

### Elfde ontmoeting
| Vriendschappelijk (Estepona, Spanje, 9 januari 2008): |       |        |
| Nigeria                                               | 2 – 0 | Soedan |
| Ikechukwu Uche ??' Mannaseh Ishiaku ??'               | goals |        |

NFA · A-internationals · Selecties · Bondscoaches · Statistieken · Nigeriaans vrouwenelftal · Olympisch elftal · Nigeria U21 · Nigeria U20 · Nigeria U19 · Nigeria U18 · Nigeria U17
1950 – 1959 · 
1960 – 1969 · 
1970 – 1979 · 
1980 – 1989 · 
1990 – 1999 · 
2000 – 2009 · 
2010 – 2019 ·
2020 − 2029
CC 1995 · 
CC 2013
WK 1994 · 
WK 1998 · 
WK 2002 · 
WK 2010 · 
WK 2014 · 
WK 2018
OS 1968 · 
OS 1980 · 
OS 1988 · 
OS 1996 · 
OS 2000 · 
OS 2008 · 
OS 2016
1949 · 
1950 · 1951 · 1952 · 1953 · 1954 · 
1955 · 
1956 · 
1957 · 
1958 · 
1959 · 
1960 · 
1961 · 
1962 · 
1963 · 
1964 · 
1965 · 
1966 · 
1967 · 
1968 · 
1969 · 
1970 · 
1971 · 
1972 · 
1973 · 
1974 · 
1975 · 
1976 · 
1977 · 
1978 · 
1979 · 
1980 · 
1981 · 
1982 · 
1983 · 
1984 · 
1985 · 
1986 · 
1987 · 
1988 · 
1989 · 
1990 · 
1991 · 
1992 · 
1993 · 
1994 · 
1995 · 
1996 · 
1997 · 
1998 · 
1999 · 
2000 · 
2001 · 
2002 · 
2003 · 
2004 · 
2005 · 
2006 · 
2007 · 
2008 · 
2009 · 
2010 · 
2011 · 
2012 · 
2013 · 
2014 ·
2015 ·
2016 ·
2017 ·
2018 ·
2019 ·
2020 ·
2021 ·
2022 ·
2023 ·
2024 ·
2025
Algerije ·
Angola ·
Argentinië ·
Australië ·
Benin ·
Bosnië en Herzegovina ·
Botswana ·
Brazilië ·
Bulgarije ·
Burkina Faso ·
Burundi ·
Canada ·
Centraal-Afrikaanse Republiek ·
Colombia ·
Congo-Brazzaville ·
Congo-Kinshasa ·
Costa Rica ·
Denemarken ·
Duitsland ·
Ecuador ·
Egypte ·
Engeland ·
Equatoriaal-Guinea ·
Eritrea ·
Ethiopië ·
Frankrijk ·
Gabon ·
Gambia ·
Georgië ·
Ghana ·
Griekenland ·
Guinee ·
Guinee-Bissau ·
Ierland ·
IJsland ·
Indonesië ·
Iran ·
Italië ·
Ivoorkust ·
Jamaica ·
Japan ·
Joegoslavië ·
Jordanië ·
Kaapverdië · 
Kameroen ·
Kenia ·
Kroatië ·
Lesotho ·
Liberia ·
Libië ·
Luxemburg ·
Madagaskar ·
Malawi ·
Mali ·
Marokko ·
Mexico ·
Mozambique ·
Namibië ·
Nederland ·
Niger ·
Noord-Korea ·
Noord-Macedonië ·
Noorwegen ·
Oeganda ·
Oekraïne ·
Oezbekistan ·
Oostenrijk ·
Paraguay ·
Peru ·
Polen ·
Portugal ·
Roemenië ·
Rusland ·
Rwanda ·
Saoedi-Arabië ·
Sao Tomé en Principe ·
Schotland ·
Senegal ·
Servië ·
Seychellen ·
Sierra Leone ·
Soedan ·
Spanje ·
Swaziland ·
Tahiti ·
Tanzania ·
Thailand ·
Togo ·
Tsjaad ·
Tsjechië ·
Tunesië ·
Uruguay ·
Venezuela ·
Verenigde Staten ·
Zambia ·
Zimbabwe ·
Zuid-Afrika ·
Zuid-Korea ·
Zweden ·
Zwitserland
Argentinië (2010) ·
Argentinië (2014) ·
Argentinië (2018) ·
Bosnië en Herzegovina (2014) ·
Burkina Faso (2013) ·
Frankrijk (2014) ·
Iran (2014) ·
IJsland (2018) ·
Kroatië (2018) ·
Zuid-Korea (2010)
SFA ·
Bondscoaches ·
Topscorers ·
Soedanees vrouwenelftal
1956 · 
1957 · 
1958 · 
1959 · 
1960 · 
1961 · 
1962 · 
1963 · 
1964 · 
1965 · 
1966 · 
1967 · 
1968 · 
1969 · 
1970 · 
1971 · 
1972 · 
1973 · 
1974 · 
1975 · 
1976 · 
1977 · 
1978 · 
1979 · 
1980 · 
1981 · 
1982 · 
1983 · 
1984 · 
1985 · 
1986 · 
1987 · 
1988 · 
1989 · 
1990 · 
1991 · 
1992 · 
1993 · 
1994 · 
1995 · 
1996 · 
1997 · 
1998 · 
1999 · 
2000 · 
2001 · 
2002 · 
2003 · 
2004 · 
2005 · 
2006 · 
2007 · 
2008 · 
2009 · 
2010 · 
2011 · 
2012 · 
2013 · 
2014 ·
2015 ·
2016 ·
2017 ·
2018 ·
2019 ·
2020 ·
2021
Algerije ·
Angola ·
Bahrein ·
Bangladesh ·
Benin ·
Burkina Faso ·
Burundi ·
Centraal-Afrikaanse Republiek ·
China ·
Congo-Brazzaville ·
Congo-Kinshasa ·
Djibouti ·
Egypte ·
Equatoriaal-Guinea ·
Eritrea ·
Ethiopië ·
Gabon ·
Ghana ·
Guinee ·
Guinee-Bissau ·
Irak ·
Ivoorkust ·
Jemen ·
Jordanië ·
Kameroen ·
Kenia ·
Koeweit ·
Lesotho ·
Libanon ·
Liberia ·
Libië ·
Madagaskar ·
Malawi ·
Mali ·
Marokko ·
Mauritanië ·
Mauritius ·
Mozambique ·
Nieuw-Zeeland ·
Niger ·
Nigeria ·
Oeganda ·
Oman ·
Palestina ·
Qatar ·
Rwanda ·
Saoedi-Arabië ·
Sao Tomé en Principe ·
Senegal ·
Seychellen ·
Sierra Leone ·
Somalië ·
Sri Lanka ·
Swaziland ·
Syrië ·
Tanzania ·
Togo ·
Tsjaad ·
Tunesië ·
Verenigde Arabische Emiraten ·
Zambia ·
Zimbabwe ·
Zuid-Afrika ·
Zuid-Korea ·
Zuid-Soedan